# دیرمشتاین
دیرمشتاین (به آلمانی: Dirmstein) یک شهر  در آلمان است که در باد دورکهایم واقع شده‌است. دیرمشتاین ۳٬۰۳۸ نفر جمعیت دارد.